# 162 (getal)
162 (honderdtweeënzestig) is het natuurlijke getal volgend op 161 en voorafgaand aan 163.

## In de wiskunde
162 is:
- een even getal.
- een samenstelling van de priemfactoren 2 en 3.
- een zogenaamd harshadgetal omdat het getal deelbaar is door de som van zijn cijfers.
{\displaystyle 162|c(162)\to 162|9}

## Overig
- Het jaar 162 in de christelijke jaartelling.